# Brachynillus varendorffi
Brachynillus varendorffi is een keversoort uit de familie loopkevers (Carabidae). De wetenschappelijke naam van de soort is voor het eerst geldig gepubliceerd in 1904 door Reitter.